# Ligne des Borders
La ligne des Borders (en : Borders Railway) est une ligne ferroviaire à voie unique non électrifiée qui relie Édimbourg à Tweedbank, en Écosse.
Longue de 56,8 km, la ligne a été remise en service en 2015 sur le tracé de l'ancienne ligne fermée depuis 1969. Cette réouverture a fait suite à une intense campagne de lobbying au niveau local. Elle permet de désenclaver la région des Scottish Borders.
Son extension est envisagée en direction de Carlisle, en Angleterre.

## Histoire

### Construction et fermeture de la Waverley Route
En 1849, la North British Railway met en service une ligne à travers le Midlothian qui relie Édimbourg à Hawick, dans les Scottish Borders. Une extension ouvre en 1862 et amène la ligne jusqu'à Carlisle, en Angleterre. La ligne est surnommée « Waverley Route » d'après le roman éponyme de Walter Scott qui fut écrit dans la campagne aux alentours.
Cet itinéraire est fermé de manière très controversée en janvier 1969 à la suite des recommandations du rapport Beeching de 1963, qui l'avait classée comme non rentable,. D'après les informations données par le Ministère des Transports, la fermeture représentait au moins 536,000 £ d'économies potentielles pour British Rail. De plus, un investissement additionnel de 700,000 £ aurait été nécessaire pour maintenir la ligne en activité. Le dernier train de passagers sur la Waverley Route fut le train de nuit reliant Édimbourg à Londres-Saint-Pancras le 5 janvier 1969. La convoi, tracté par une Class 45 D60 Lytham St Anne's, arriva avec deux heures de retard à Carlisle car des manifestants opposés à la fermeture avaient bloqué les voies.
Seule un court tronçon de voies est conservé pour le fret entre Édimbourg et Newcraighall.

### Campagne pour la réouverture

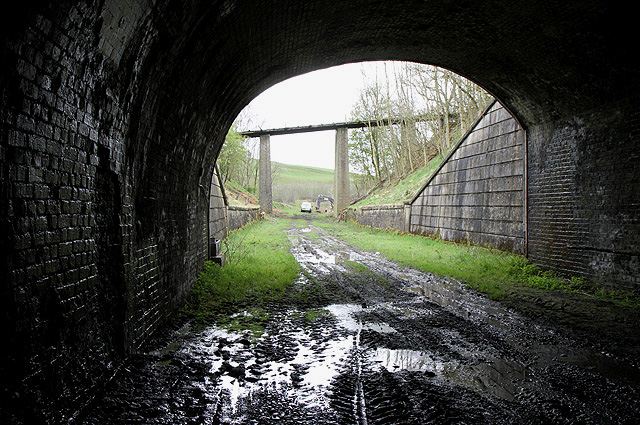
Le tunnel de Bowshank à l'abandon, avant la réouverture de la ligne.

En 1992, l'architecte Simon Longland effectue un sondage le long de l'ancienne ligne, ce qui le conduit à établir un groupe d'action baptisé Borders Transport Futures (BTF) pour promouvoir la réouverture. L'idée portée est de rouvrir la ligne aux deux extrémités, sans connexion entre les deux. Le projet se heurte cependant au refus des propriétaires fonciers de céder leurs terrains.
En 1999, BFT laisse sa place à la Campaign for Borders Rail qui obtient, en 2000, la commande d'une étude de faisabilité par le Scottish Office. L'étude établit que la majorité de l'ancien tracé peut être réutilisée, mais qu'un certain nombre d'obstacles entre Édimbourg et Gorebridge font monter le coût des travaux d'infrastructures à 100,000 £. La rocade autoroutière d'Édimbourg coupe notamment l'ancienne voie ferrée à niveau sans que des mesures conservatoires aient été prises, causant ainsi la disparition de la plateforme sur 200 m. Plus loin, le tracé a été recouvert par un lotissement. Le doute plane également sur la rentabilité socio-économique d'une réouverture, avec un ratio seulement estimé à 0,5 pour 1. Campaign for Borders Rail estime néanmoins que le potentiel de trafic a été sous-estimé.

### Edinburgh Crossrail

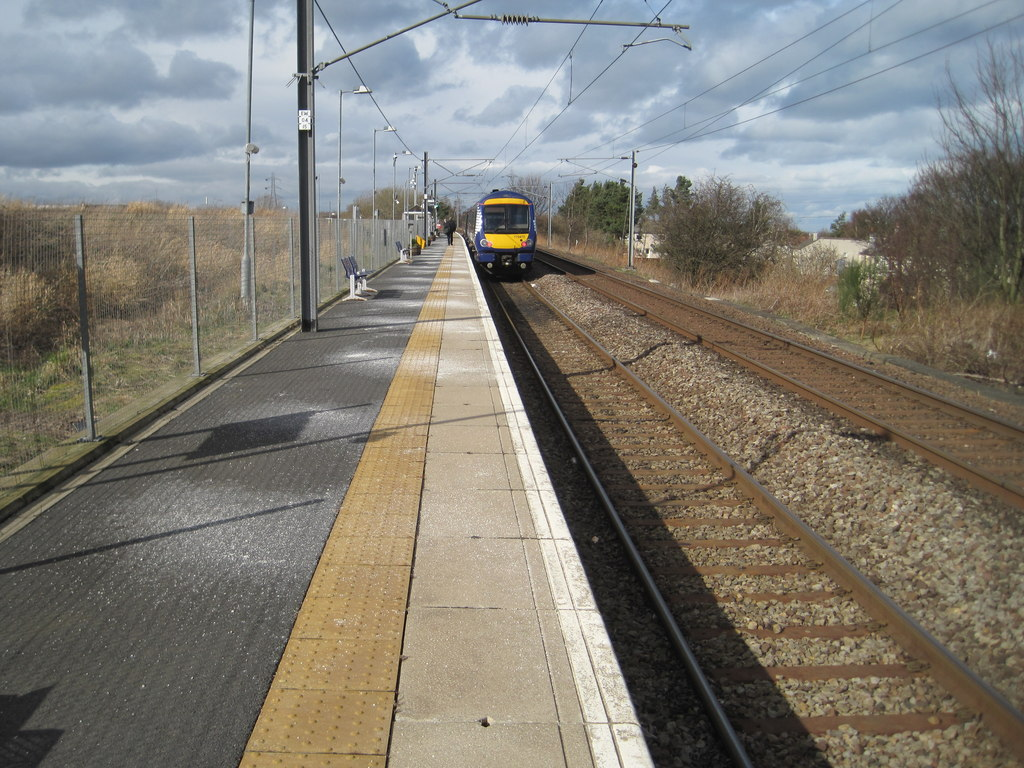
La gare de Newcraighall, ouverte en 2002 dans le cadre du projet Edinburgh Crossrail.

Tandis que les discussions avancent sur la réouverture de la ligne jusqu'aux Borders, il est décidé en première étape de rouvrir aux voyageurs le tronçon de voie de 7,6 km de long de l'ancienne Waverley Route qui demeurait en service pour le fret entre Édimbourg et Newcraighall, pour un coût total chiffré à 10 000 000 £. Deux gares nouvelles sont créées à Brunstane et Newcraighall, cette dernière étant donnée d'un parc relais.
Ce projet, baptisé Edinburgh Crossrail, est mis en service le 3 juin 2002 avec une desserte périurbaine à la demi-heure. La ligne est empruntée par des trains traversants qui continuent au-delà d'Édimbourg-Waverley vers Dunblane ou Bathgate. L'opération est un succès commercial et contribue à promouvoir l'idée d'une réouverture jusqu'aux Borders.

### Travaux et mise en service
Le 14 juin 2006, le Parlement écossais approuve finalement à 114 voix contre 1 la réouverture de la ligne des Borders jusqu'à Tweedbank. Le linéaire à reconstruire mesure 48 km de long est comprend 7 stations. Il s'agit de la plus longe remise en service intervenue au Royaume-Uni, et de la première ligne ferroviaire construite en Écosse depuis 1901.
En novembre 2012, Network Rail est sélectionné pour construire la ligne, pour un coût total de £294 000 000. 42 nouveaux ponts doivent être construits tandis que 95 ponts et 2 tunnels déjà existants doivent être réhabilités. La ligne est établie à voie unique sur 34,2 km en raison de difficultés d'insertion et du trafic attendu qui ne justifie pas un doublement complet. 15,3 km d'évitements sont cependant aménagés pour permettre le croisement des trains et assurer un service à la demi-heure. La nouvelle ligne n'est pas électrifiée, mais les ouvrages préservent cette possibilité en laissant le gabarit nécessaire à l'installation de caténaires. 

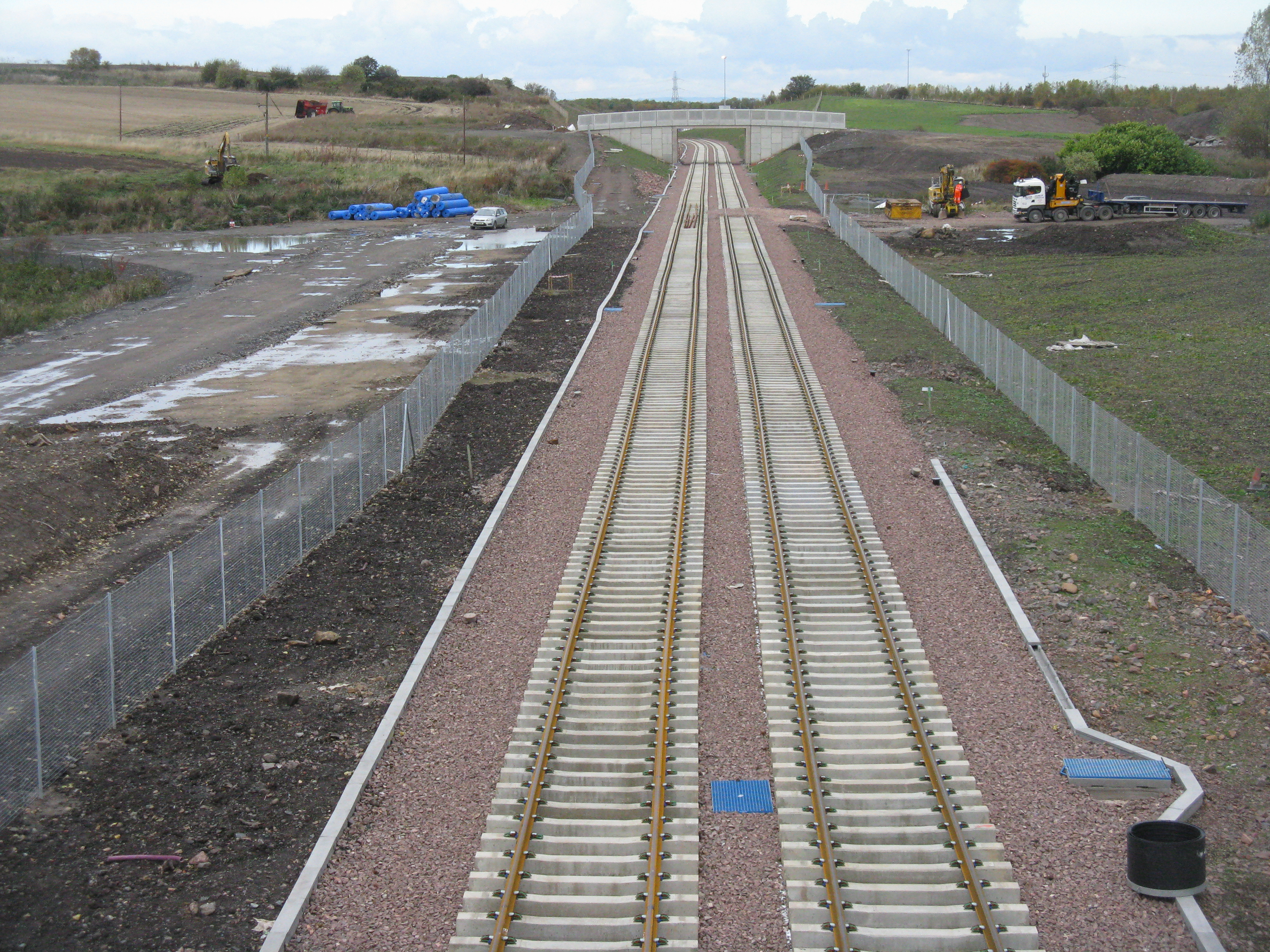
La voie en cours de pose en octobre 2014.

Le coup d'envoi du chantier a été donné à Galashiels le 3 mars 2010. Les travaux préparatoires ont duré jusqu'en 2013 et ont consisté en la démolition des bâtiments sur le tracé, la suppression de la végétation ainsi que l'excavation de la plateforme. Le principal obstacle a été le franchissement de la rocade d'Édimbourg, où un nouveau tunnel a dû être construit pour la voie ferrée car celle-ci avait été démolie lors de la construction de l'autoroute. Pour permettre ces travaux, l'A720 a été déviée de manière temporaire. Des problèmes ont également été rencontrés avec d'anciens puits de mine, dont certains remontaient au XVIe siècle.  Les premiers rails ont été posés dans le tunnel de Bowshank le 4 avril 2014, à la suite de quoi la pose du ballast puis de la voie s'est poursuivie sur l'ensemble du parcours. La gare de Tweedbank a été atteinte le 5 février 2015. Les essais ont démarré le 13 mai 2015 avec le DBSO 9702, tracté par le Class 37 604 de la compagnie Direct Rail Service (DRS).
Le service commercial débute le 6 septembre 2015 et 2 500 voyages sont effectués dès le premier jour. Le 9 septembre 2015, la reine Élisabeth II est venue inaugurer officiellement la ligne à bord d'un train spécial à vapeur, tracté par la LNER Class A4 4488 Union of South Africa, et a dévoilé une plage commémorative à la gare de Tweedbank. Durant le premier mois d'exploitation, 125 971 passagers ont emprunté la ligne des Borders, soit près de 20 % du trafic qui était attendu annuellement. Face à ce succès qui dépasse toutes les prévisions, ScotRail décide rapidement d'agrandir le parking à Tweedbank et de faire circuler en heure de pointe des trains de quatre ou six voitures afin d'éviter la saturation. En 2019, quatre ans après sa réouverture, la ligne est décrite comme « victime de son succès » avec plus de quatre millions de passagers transportés.

## Gares desservies
| Nom                | Image      | Coordonnées                 |
| ------------------ | ---------- | --------------------------- |
| Edinburgh Waverley |            | 55° 57′ 09″ N, 3° 11′ 18″ O |
| Brunstane          | sans cadre | 55° 56′ 32″ N, 3° 06′ 03″ O |
| Newcraighall       | sans cadre | 55° 55′ 59″ N, 3° 05′ 27″ O |
| Shawfair           | sans cadre | 55° 55′ 04″ N, 3° 05′ 24″ O |
| Eskbank            | sans cadre | 55° 52′ 54″ N, 3° 04′ 58″ O |
| Newtongrange       |            | 55° 51′ 54″ N, 3° 04′ 06″ O |
| Gorebridge         | sans cadre | 55° 50′ 25″ N, 3° 02′ 47″ O |
| Stow               |            | 55° 41′ 32″ N, 2° 52′ 01″ O |
| Galashiels         | sans cadre | 55° 37′ 05″ N, 2° 48′ 22″ O |
| Tweedbank          |            | 55° 36′ 20″ N, 2° 45′ 27″ O |